# Wereldbeker schaatsen 2008/2009 - Wereldbeker 6 - 2e 500 meter mannen
De tiende van 13 wedstrijden voor de wereldbeker schaatsen 500 meter werd gehouden op 25 januari 2009 in Kolomna.

## Uitslag A-divisie
| rang   | schaatser           | tijd  | punten |
| ------ | ------------------- | ----- | ------ |
| Goud   | Tucker Fredricks    | 34,81 | 100    |
| Zilver | Keiichiro Nagashima | 34,87 | 80     |
| Brons  | Yu Fengtong         | 34,89 | 70     |
| 4      | Mika Poutala        | 35,17 | 60     |
| 5      | Zhang Zhongqi       | 35,18 | 50     |
| 6      | Jamie Gregg         | 35,27 | 45     |
| 7      | Tadashi Obara       | 35,29 | 40     |
| 8      | Simon Kuipers       | 35,31 | 36     |
| 9      | Joji Kato           | 35,40 | 32     |
| 10     | Yuya Oikawa         | 35,41 | 28     |
| 11     | Yaolin Zhang        | 35,57 | 24     |
| 12     | Sergey Chadayev     | 35,66 | 21     |
| 13     | Mark Tuitert        | 35,72 | 18     |
| 14     | Stefan Groothuis    | 35,74 | 16     |
| 15     | Jan Smeekens        | 35,76 | 14     |
| 16     | Muncef Ouardi       | 35,79 | 12     |
| 17     | Brent Aussprung     | 36,00 | 10     |
| 18     | Mike Blumel         | 36,07 | 8      |
| 19     | Dmitri Lobkov       | DNS   |        |

## Loting
| rit | binnenbaan          | buitenbaan       |
| --- | ------------------- | ---------------- |
| 1   |                     | Joji Kato        |
| 2   | Mike Blumel         | Brent Aussprung  |
| 3   | Muncef Ouardi       | Yaolin Zhang     |
| 4   | Sergey Chadayev     | Jan Smeekens     |
| 5   | Jamie Gregg         | Stefan Groothuis |
| 6   | Simon Kuipers       | Mark Tuitert     |
| 7   | Zhang Zhongqi       | Dmitri Lobkov    |
| 8   | Mika Poutala        | Tadashi Obara    |
| 9   | Tucker Fredricks    | Yuya Oikawa      |
| 10  | Keiichiro Nagashima | Yu Fengtong      |

## Top 10 B-divisie
| rang | schaatser                | tijd  | punten |
| ---- | ------------------------ | ----- | ------ |
| 1    | Ermanno Ioriatti         | 35,71 | 25     |
| 2    | Maciej Ustynowicz        | 35,72 | 19     |
| 3    | Vincent Labrie           | 35,75 | 15     |
| 4    | Nico Ihle                | 35,76 | 11     |
| 5    | Beorn Nijenhuis          | 35,79 | 8      |
| 6    | Tuoman Nieminen          | 35,91 | 6      |
| 7    | François Olivier Roberge | 35,93 | 4      |
| 8    | Chris Needham            | 35,96 | 2      |
| 9    | Matthias Schwierz        | 36,05 | 1      |
| 10   | Aleksey Yesin            | 36,10 | 0      |